# ناپروکسن
ناپروکسن (به انگلیسی: Naproxen) که تحت نام تجاری آلِو (به انگلیسی: Aleve) و نام‌های دیگر فروخته می‌شود، یک داروی ضدالتهاب غیراستروئیدی است که برای تسکین درد، درد قاعدگی، بیماری‌های التهابی مانند روماتیسم مفصلی و تب استفاده می‌شود. این دارو به‌صورت خوراکی مصرف می‌شود. ناپروکسن در فرمول‌های حاوی مستقیم (حاوی ترکیب شیمیایی ناپروکسن بدون واسطه) و غیرمستقیم (حاوی واسطه‌ای برای ترکیب شیمیایی ناپروکسن که موجب تأخیر در آزادسازی آن می‌شود) وجود دارد. شروع اثرات دارو، طی مدت یک ساعت آغاز می‌شود و تا بیش از ۱۱ ساعت دوام خواهد داشت.
اثرات جانبی مصرف ناپروکسن عبارت‌اند از: سرگیجه، کوفتگی، واکنش‌های آلرژیک، سوزش سر دل و درد معده. اثرات شدید جانبی این دارو می‌تواند شامل بیماری قلبی، سکته مغزی، خون‌ریزی لوله گوارش و زخم معده باشد. ممکن است میزان ریسک ابتلا به بیماری قلبی بر اثر این دارو در مقایسه با سایر داروهای ضدالتهاب غیراستروئیدی کمتر باشد. برای افرادی که مبتلا به مشکلات کلیوی هستند، مصرف این دارو توصیه نمی‌شود. همچنین مصرف این دارو به زنانی که در مرحله سوم دوران بارداری خود هستند، نیز توصیه نمی‌شود.
ناپروکسن، یک بازدارنده غیرانتخابی سیکلواکسیژناز است. این دارو از لحاظ شیمیایی در طبقه ترکیبات پروپانوئیک اسیدی قرار می‌گیرد. به‌عنوان یک داروی ضدالتهاب غیراستروئیدی، ناپروکسن با کاهش تولید ماده پروستاگلاندین، موجب کاهش التهاب می‌شود.
روش تهیه ناپروکسن در سال ۱۹۶۷ ثبت اختراع شد و در سال ۱۹۶۷ استفاده از آن در ایالات متحده آمریکا تأیید شد. این دارو به‌عنوان یک داروی بدون نسخه فروخته می‌شود. در سال ۲۰۱۷ در بریتانیا، ارزش یک دز از آن برابر با ۰٫۱۵ پوند بوده است. در ایالات متحده آمریکا، ارزش فروش عمده آن در سال ۲۰۱۸ برای هر دز برابر با ۰٫۱ دلار بوه است. در سال ۲۰۱۷، ناپروکسن، با بیش از ۱۱ میلیون مرتبه تجویز، در جایگاه ۶۷ امین داروی دارای بیش‌ترین میزان تجویز در ایالات متحده آمریکا قرار داشته است.

## موارد مصرف
ناپروکسن به‌علت سازوکار عملش، یک داروی ضد التهاب محسوب می‌شود. از این دارو برای درمان انواع مختلفی از التهاب و مواردی که نشانه التهاب شدید هستند مانند درد و تب استفاده می‌شود. از ناپروکسن می‌توان برای تسکین التهاب ناشی از میگرن، آرتروز، سنگ کلیه، درد قاعدگی، ورم‌مفاصل پسوریاتیک، روماتیسم ستون فقرات، درد تاندون، بورسیت استفاده کرد.

### شکل‌های موجود
سدیم ناپروکسن در هر دو فرمول مستقیم (Immediate release) و غیرمستقیم (آهسته رهش) (Extended release) فروخته می‌شود. فرمول غیرمستقیم ناپروکسن در مقایسه با فرمول مستقیم، مدت زمان بیشتری طول می‌کشد تا اثرات خود را نشان دهد و درنتیجه برای تسکین فوری درد، کمتر به‌کار می‌آید. فرمول غیرمستقیم بیشتر برای درمان دردهایی استفاده می‌شود که مزمن و طولانی هستند و نیاز به تسکین طولانی مدت آنها است.

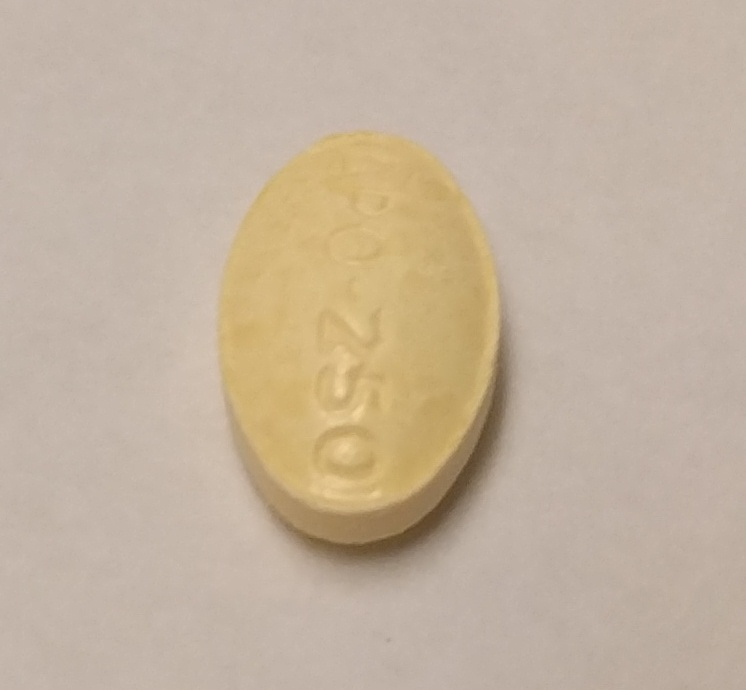
قرص ۲۵۰ میلی‌گرمی ناپروکسن (فرمول مستقیم)
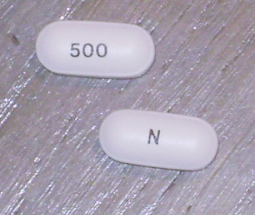
نمایی از جلو و پشت قرص ۵۰۰ میلی‌گرمی ناپروکسن (فرمول غیرمستقیم)

## مکانیسم اثر
ناپروکسن سدیم از مهارکننده‌های قوی آنزیم سیکلواکسیژناز است. آنزیم سیکلواکسیژناز باعث تبدیل اسید آراشیدونیک به پروستاگلاندین‌ها می‌شود. حداقل دو ایزوفرم سیکلواکسیژناز وجود دارد: Cox-۱ و Cox-۲. این دارو با مهار سیکلواکسیژناز تولید پروستاگلاندین‌ها را کاهش می‌دهد و به این روش اثر ضد درد و ضدالتهاب خود را نشان می‌دهد. شروع اثر دارو ۱۵ تا ۲۰ دقیقه پس از مصرف.

## فارماکوکینتیک
این دارو به‌خوبی از طریق دستگاه گوارش جذب می‌شود. نیمه‌عمرِ پلاسمایی آن حدود ۱۲–۱۵ ساعت است و به‌طور عمده از طریق ادرار و کلیه دفع می‌شود.

## موارد منع مصرف
درصورت وجود زخم فعال گوارشی نباید مصرف شود.

## هشدارها
1. ناپروکسن ممکن است باعث بروز خونریزی گوارشی شود.
2. این دارو ممکن است باعث تشدید حملات آسمی در بیماران مبتلا به آسم شود.
3. در بیماران مبتلا به عیب کار کلیه یا کبد با احتیاط مصرف شود.

۴ - مصرف ناپروکسن در افراد زیر ۱۶ سال، مگر در درمان آرتریت نوجوانان، توصیه نمی‌شود.

## عوارض جانبی
از اثرات جانبی متداول برای ناپروکسن می‌توان به سردرد، خواب آلودگی، کهیر، کوفتگی، حالت تهوع، استفراغ و دردهای شکمی اشاره کرد. مصرف شدید این دارو همچنین می‌تواند موجب افزایش ناخوشی و نارسایی کلیوی شود. این دارو همچنین ممکن است، در ۳٪ از افراد موجب درد عضلانی شود.

## تداخل‌های دارویی
مصرف همزمان ناپروکسن با داروهای ضد انعقاد ممکن است باعث تشدید اثرات این داروها شود. مصرف همزمان ناپروکسن با لیتیم ممکن است باعث کاهش دفع لیتیم شود. اثرات داروهای مهارکنندهٔ گیرندهٔ بتا مانند پروپرانولول درصورت مصرف همزمان با ناپروکسن ممکن است افزایش یابد.

## مقدار مصرف
بزرگسالان: در درمان آرتریت روماتوئید، ۵۰۰–۱۰۰۰ میلی‌گرم در روز، در دو مقدار منقسم، یا ۱ گرم، یک بار در روز، مصرف می‌شود. در اختلالات حاد عضلانی ـ اسکلتی و دیسمنوره، در ابتدا ۵۰۰ میلی‌گرم در روز و سپس، بسته به نیاز، هر ۶ تا ۸ ساعت به میزان ۲۵۰ میلی‌گرم اضافه می‌شود. حداکثر مقدار مصرف، پس از اولین روز به میزان ۱٫۲۵ گرم در روز است. در نقرس حاد، مقدار مصرف اولیه ۷۵۰ میلی‌گرم و مقدار مصرف نگهدارنده ۲۵۰ میلی‌گرم هر ۸ ساعت تا رفع حمله است.
کودکان: در درمان آرتریت نوجوانان در کودکان بالای ۵ سال، mg/kg/day ۱۰ در دو مقدار منقسم مصرف می‌شود.

## اشکال دارویی
قرص: ۲۵۰ میلی‌گرم مستقیم

قرص خط‌دارِ روکشدار: ۵۰۰ میلی‌گرم غیر مستقیم

## سنتز
این دارو نخستین بار توسط شرکت Syntex و با شروع از مولکول ۲-نفتول به روش زیر سنتز شد.